# Protosticta linnaei
Protosticta linnaei är en trollsländeart som beskrevs av Van Tol 2008. Protosticta linnaei ingår i släktet Protosticta och familjen Platystictidae. IUCN kategoriserar arten globalt som livskraftig. Inga underarter finns listade i Catalogue of Life.